# Hugo (Minnesota)
Hugo – miasto w Stanach Zjednoczonych, w stanie Minnesota, w hrabstwie Washington.